# Cubocephalus miarus
Cubocephalus miarus là một loài tò vò trong họ Ichneumonidae.